# Serapias oulmesiaca
Serapias oulmesiaca är en orkidéart som beskrevs av Helmut Baumann och Siegfried Künkele. Serapias oulmesiaca ingår i släktet Serapias och familjen orkidéer.
Artens utbredningsområde är Marocko. Inga underarter finns listade i Catalogue of Life.